# Зеревалд
Зеревалд (њем. Söhrewald) општина је у њемачкој савезној држави Хесен. Једно је од 29 општинских средишта округа Касел. Према процјени из 2010. у општини је живјело 5.036 становника. Посједује регионалну шифру (AGS) 6633024.

## Географски и демографски подаци
Зеревалд се налази у савезној држави Хесен у округу Касел. Општина се налази на надморској висини од 350 метара. Површина општине износи 58,9 km². У самом мјесту је, према процјени из 2010. године, живјело 5.036 становника. Просјечна густина становништва износи 86 становника/km².